# Pidlisnîi Ialtușkiv
Pidlisnîi Ialtușkiv (în ucraineană Підлісний Ялтушків) este o comună în raionul Bar, regiunea Vinnița, Ucraina, formată numai din satul de reședință.

## Demografie
Componența lingvistică a satului Pidlisnîi Ialtușkiv
     Ucraineană (99,44%)
     Alte limbi (0,56%)
Conform recensământului din 2001, majoritatea populației satului Pidlisnîi Ialtușkiv era vorbitoare de ucraineană (99,44%), existând în minoritate și vorbitori de alte limbi.